# Staromakedonski jezik
Staromakedonski jezik upotrebljavali su antički Makedonci, a bio je ili dijalekt grčkoga ili poseban helenski jezik. Rabio se u Kraljevini Makedoniji tijekom prvog tisućljeća prije Krista. Postupno je izašao iz upotrebe tijekom 4. st. pr. Kr. jer ga je iz makedonske aristokracije izbacilo atičko narječje.
Iako je glavnina preživjelih natpisa pisana atičkim (i kasnije koinom), djelomična dokumentacija svakodnevnoga lokalnog jezika potječe iz onomastike, antičkih rječnika i novootkrivenih epigrafa u Grčkoj Makedoniji.

## Klasifikacija
Zbog slabe posvjedočenosti moguće su razne interpretacije. Predložene klasifikacije uključuju:
- dijalekt grčkoga, dio sjeverozapadne dorske skupine, prvi je postavio Freidrich Wilhelm Sturz (1808.),[11] a kasnije Olivier Masson,[12] Michael Meier-Brügger,[13] Johannes Engels,[14] J. Méndez Dosuna,[15] Joachim Matzinger, Emilio Crespo,[5] Claude Brixhe[16] i M. B. Hacopulos[11]
- dijalekt grčkoga povezan s eolskim grčkim ili njegov dio, pretpostavili su August Flick,[12] Otto Hoffmann,[12] N. G. L. Hammond[17] i Ian Worthington[18]
- sestrinski jezik grčkomu, grčki i makedonski bili bi dvije grane grčko-makedonske podgrupe,[7] postavio je Georgjev,[19] potom Joseph[7] i Hamp.[20]

## Obilježja

### Fonologija
Zbog nedostatka izvora staromakedonskoga, posebnosti njegove fonologije teško je rekonstruirati. Vrlo je zanimljiv zakon kojim praindoeuropski zvučni aspiranti (/bʰ/, /dʰ/, /gʰ/) ponekad u staromakedonskome daju zvučne plozive (/b/, /d/, /g/, zapisuju se β, δ, γ) iako su u ostatku starogrčkoga bezvučni aspiranti (/pʰ/, /tʰ/, /kʰ/, zapisuju se φ, θ, χ). Primjerice:
- makedonski δάνος dánοs, atički θάνατος thánatos, 'smrt'
- makedonski ἀβροῦτες abroûtes ili ἀβροῦϝες abroûwes, atički ὀφρῦς ophrûs, 'obrve'
- makedonski Βερενίκη Bereníkē, atički Φερενίκη Phereníkē, 'pobjedonosac' (osobno ime)
- makedonski ἄδραια adraia, atički αἰθρία aithría, 'vedro vrijeme'
- makedonski βάσκιοι báskioi ('svežnjevi'), atički φάσκωλος pháskōlos ('kožnata vreće')
- prema Herodotu 7.73, Makedonjani su smatrali da su se Frigi zvali Brigi prije nego što su migrirali iz Tracije u Anatoliju
- prema Plutarhu, moralski Makedonci rabili su 'b' umjesto 'ph', a delfski 'b' umjesto 'p'
- makedonsko μάγειρος mágeiros ('mesar') bila je posuđenica iz dorskog u atički, Vittore Pisani predložio je da je riječ originalno došla iz makedonskoga, pa bi po tome bila srodna riječi μάχαιρα mákhaira, 'nož'[21]

Ako je γοτάν gotán ('svinja') povezano s PIE *gwou ('govedo'), to bi značilo da su labiovelari bili netaknuti ili su se stopili s velarima za razliku od uobičajenog grčkog tretmana (atički βοῦς boûs). Ovakva odstupanja nisu nepoznata u grčkim narječjima, primjerice lakonski dorski (Sparta) γλεπ- glep- za uobičajeni grčki βλεπ- blep- kao i dorski γλάχων gláchōn te jonski γλήχων glēchōn za uobičajeni grčki βλήχων blēchōn.
Mnogi primjeri pokazuju da je /g/ postalo /k/, posebno na kraju riječi: κάναδοι kánadoi, 'čeljusti' (< PIE *genu-); κόμβους kómbous, 'kutnjaci' (< PIE *gombh-), u sredini riječi: ἀρκόν arkón (atički ἀργός argós); makedonski toponim Akesamenai, od pijerijskog imena Akesamenos (ako je Akesa- povezano s grčkim agassomai, agamai, 'začuditi'; usp. trački Agassamenos).
U Aristofanovim Pticama može se pronaći oblik κεβλήπυρις keblēpyris ('crvena glava', ime ptice, češljugar ili zeba) koji pokazuje makedonski zvučni ploziv umjesto standardnog bezvučnog aspiranta: κεβ(α)λή keb(a)lē umjesto κεφαλή kephalē ('glava').
E. Crespo napisao je da se ispostavlja da su ozvučenje bezvučnih ploziva i razvoj aspiranata u zvučne frikative rezultat unutarnjeg razvoja makedonskog kao dijalekta grčkog bez isključivanja prisutnosti primjesa iz drugih jezika ili jezičnih supstrata ili adstrata, s time se slaže i M. Hacopulos.
Puno je makedonskih riječi osporovano (to jest, ne smatraju se pravim makedonskim riječima), a neke su možda korumpirane u prijenosu. Tako je abroutes također poznato kao abrouwes (αβρουϝες), sa slovom tau umjesto digame. Međutim, drugi (npr. A. Meillet) dental smatraju autentičnim i smatraju da bi ova specifična riječ možda pripadala nekom indoeuropskom jeziku različitom od grčkog.
Panajotu sažima obilježja koja se često pronalaze u antičkim tekstovima i na epigrafima:
- ponekad se zvučni aspiranti (/bʰ/, /dʰ/, /gʰ/) razvijaju u zvučne plozive (/b/, /d/, /g/))
- zadržano je /*a:/, također prisutno u epirskom[26]
- [a:] nastaje stezanjem [a:] i [ɔ:]
- apokopa kratkih samoglasnika u prijedlozima u sintezi (samoglasnici nestaju kada prijedlog doda kao prefiks glagolu (παρκαττίθεμαι, Attic παρακατατίθεμαι)
- sinkopa i diftongizacija rabe se kako bi se izbjegao zijev (primjerice, Θετίμα, atički Θεοτίμη; slično epirski Λαγέτα, dorski Λαογἐτα)[26]
- ponekad se zadrži izgovor glasa /u(:)/ kao [u] u lokalnim kultskim epitetima ili nadimcima (Κουναγίδας = Κυναγίδας)
- glas /ɔ:/ zatvara se u /u:/ blizu nazala (primjerice, Κάνουν, atički Κανών)
- skup /ign/ pojednostavljuje se u /i:n/ (γίνομαι, atički γίγνομαι)
- gubitak aspiracije u skupovima suglasnika /sth/ (> /st/) (γενέσται, atički γενέσθαι).[27]

### Morfologija
Staromakedonska je morfologija slična onoj antičkoga Epira uključujući i neke od najstarijih natpisa iz Dodone. Morfologiju imenica prve deklinacije na -ας također dijele s tesalskim.
- imenice prve deklinacije muškoga i ženskoga roda na -ας i -α (Πεύκεστας, Λαομάγα)
- genitiv jednine muškog roda prve deklinacije na -α (Μαχάτα)
- genitiv množine prve deklinacije na -ᾶν
- zamjenica prvog lica jednine u dativu glasi ἐμίν
- prilog ὁπόκα
- moguće i nesigmatski nominativ jednine imenica prve deklinacije muškoga roda (ἱππότα, atički ἱππότης)

## Rječnik

### Antroponimi
M. Hacopulos sažima makedonsku antroponimiju (imena ljudi iz Makedonije prije širenja dalje od Vardara ili onih ljudi koji nedvojbeno potječu iz ovog područja nakon ekspanzije) ovako:
- epigrafska (lokalna) grčka imena koja se razlikuju po glasovima od uvezenih atičkih ili koja su bila gotovo ograničena na Makedonce tijekom antike
- panhelenska (uobičajena) grčka imena
- identificirana negrčka imena (tračka ili ilirska)
- imena bez jasne grčke etimologije koja se ne mogu pripisati nekome poznatom negrčkome jeziku[30]

Uobičajena je upotreba sufiksa -έστης i -εστός u tvorbi etnika, posebno kada potječu od sigmatskih imenica (ὄρος > Ὀρέστης, ali i Δῖον > Διασταί).

### Toponimi
Makedonski su toponimi uglavnom grčki iako neki pokazuju posebne fonološke crte, a neki su negrčki.

### Kalendar
Makedonski kalendar potječe još iz grčke prapovijesti. Imena mjeseci, poput onih grčkih, potječu od proslava povezanih sa slavljenjem grčkih bogova. Većina ih miješa makedonski dijalektalni oblik s jasnom grčkom etimologijom (primjerice, Δῐός od Zeusa; Περίτιος od Herakla Perita ('Zaštitnik'); Ξανδικός/Ξανθικός od Ksantosa, 'plavokos' (vjerojatno referenca na Herakla); Άρτεμίσιος od Artemide i dr.) Prema Martinu Nilssonu, makedonski kalendar nastao je od pravilnog grčkog i imena mjeseci potvrđuju grčku nacionalnost Makedonaca.

### Epigrafija
Makedonska onomastika: najraniji epigrafski dokumenti koji imaju znatan broj makedonskih imena jesu: drugi atenski dekret saveza s Perdikasom II. (~417. – 413. pr. Kr.), dekret Kalindoje (~335. – 300. pr. Kr.) i sedam ploča prokletstva iz 4. st. pr. Kr.
Otprilike 99 % 6300 zapisa iz makedonskog razdoblja koje su otkrili arheolozi napisani su grčkim jezikom na grčkome alfabetu. Ploča s prokletstvima Pella pisana je posebnim dorskim dijalektom, a pronađena je 1986. i smatra se da potječe iz sredine ili ranog 4. sr. pr. Kr. Taj je zapis bitan argument da je staromakedonski sjeverozapadni dijalekt Grčke, dio dorskog narječja.
- Oktodrahma Aleksandra I. Makedonskoga, rano 5. st. pr. Kr.
- Stater Perdikasa II. Makedonskoga, srednje prema kasnom 5. st. pr. Kr.
- Ploča prokletstva Pella, 4. stoljeće pr. Kr.
- Čarolija vezanja, 4. st. pr. Kr. Orajokastro[36]
- Pogrebna stela s epigramom na vrhu, sredina 4. st. pr. Kr., Vergina

## U klasičnim izvorima
Među referencama za koje se raspravljalo da bi mogle svjedočiti o jezičnoj situaciji u Makedoniji postoji rečenica iz djelomično očuvana dijaloga, očito između Atenjanina i Makedonca, u fragmentu komedije Makedonci iz 5. stoljeća pr. Kr. Atenjanina Stratisa (fr. 28.) gdje je stranac prikazan kako govori ruralnim grčkim dijalektom. Njegov jezik sadrži izraze kao što je ὕμμες ὡττικοί za ὑμεὶς ἀττικοί 'vi, Atenjani', ὕμμες je također posvjedočen kod Homera, Sapfe (Lezbos) i Teokrita (dorski), a ὡττικοί se pojavljuje samo u smiješnim seoskim kontekstima atičke komedije.
Drugi tekst koji se citira kao dokaz jest odlomak iz djela Livija (59. pr. Kr. – 14. po Kr.), Ab urbe condita (31.29). Opisujući političke pregovore između Makedonaca i Etolaca u kasnom 3. stoljeću prije Krista, Livije je naveo da makedonski veleposlanik tvrdi da su Etolci, Akarnanci i Makedonci ljudi istog jezika. Ovu se rečenicu interpretiralo kao referencu na zajednički govor sjeverozapada Grčke (za razliku od atičke koine). U drugome odlomku Livije kaže da je objava bila prevedena s latinskog na grčki kako bi je Makedonci razumjeli.
Kvint Kurcije Ruf, Filotasovo suđenje i izjava da su Didimljani, koji su govorili grčkim, imali zajednički jezik s Makedoncima.
S vremenom je makedonski (μακεδονικός), kada se odnosilo na jezik, dobio značenje koine.

## Ukoini
Zbog velike uloge Makedonaca u nastajanju koine, staromakedonski je također pridonio nekim svojim elementima, primjerice vojnom terminologijom (διμοιρίτης, ταξίαρχος, ὑπασπισταί itd.). Potom, opća upotreba prve deklinacije za muške i ženske imenice koje završavaju na -as, posvjedočeno genitivom na makedonskome kovanom novcu Amintasa III. iz ranog 4. st. pr. Kr. (nominativ ΑΜΥΝΤΑΣ, genitiv ΑΜΥΝΤΑ, a atički je ΑΜΥΝΤΟΥ). Dogodile su se i neke promjene u konjugacijama glagola, primjerice imperativ δέξα posvjedočen na makedonskome kamenu za praćku pronađenu na azijatskome bojnom polju. Spirantizacija zvučnih ploziva (/b/, /d/ i /g/) također se smatra makedonskim utjecajem.